# 홀로코스트 생존자
홀로코스트 생존자(영어: Holocaust survivors)는 제2차 세계 대전 이전과 유럽과 북아프리카에서 나치 독일과 그 동맹국들에 의한 유대인 박해와 전멸 시도로 정의되는 홀로코스트에서 살아남은 사람들이다. 이 용어에 대해 보편적으로 받아들여지는 정의는 없으며, 독일이 점령한 유럽이나 다른 추축국 영토에서 전쟁에서 살아남은 유대인뿐만 아니라 전쟁 이전이나 전쟁 중에 연합국과 중립국으로 피신한 사람들에게도 다양하게 적용되고 있다. 나치 정권 하에서 집단적 박해를 경험하기도 한 비유대인들도 홀로코스트 생존자로 간주되는 경우가 있다. 그 정의는 시간이 지나면서 진화해 왔다.
홀로코스트의 생존자는 전쟁이 끝날 때 해방되었을 때 아직도 강제 수용소에서 생존하고 있던 박해를 받은 민간인들이나, 빨치산으로 생존했거나 비유대인들의 도움으로 숨어있었거나, 최종 해결책이 시행되기 전에 나치의 통제가 불가능한 지역으로 탈출한 사람들이 있다.
전쟁이 끝날 무렵 홀로코스트 생존자들이 직면한 당면한 문제는 그들이 경험한 굶주림, 학대, 고통으로부터 신체적, 정서적 회복; 친척을 찾고 그들 중 누군가가 아직 살아 있다면 그들과 재회할 필요가 있다는 것; 그들의 집과 공동체가 파괴되었거나 반유대주의적 폭력의 재발로 위험에 처했기 때문에 그들의 삶을 이전의 집으로 되돌아가거나 더 안전한 장소로 이주함으로써 그들의 삶을 재건하는 것, 또는 더 자주 그들의 집과 공동체가 파괴되었기 때문에 더 안전한 장소로 이주함으로써 그들의 삶을 재건하는 것이었다.
홀로코스트(유대인 대학살) 생존자들의 초기와 즉각적인 필요가 해결된 후, 추가적인 문제들이 전면에 등장했다. 사회복지와 심리적 보살핌, 그들이 겪은 박해, 노예 노동과 재산 손실에 대한 배상과 회복, 약탈된 책들, 예술 작품들과 그 밖의 도난당한 재산들을 정당한 소유자들에게 복구하는 것, 증인과 생존자 증언들의 수집, 살해된 가족들과 파괴된 공동체들의 추모, 그리고 장애인과 고령화된 생존자들을 돌보는 것 등이 그러한 예들이었다.